# ヴィタリエ・ダマスカン
ヴィタリエ・ダマスカン(1999年1月24日-)はモルドバのサッカー選手。ポジションはFW。シェプシOSKスフントゥ・ゲオルゲ所属。

## 経歴
2015年11月29日にプロデビュー。
2017年にはジンブル・キシナウのライバルであるFCシェリフ・ティラスポリに移籍した。
2018年7月16日、トリノFCと新たな契約を結んだと発表された。